# Koprivna (Brestovac)
Koprivna is een plaats in de gemeente Brestovac in de Kroatische provincie Požega-Slavonië. De plaats telt 8 inwoners (2001).